# 格罗夫环形山
格罗夫陨石坑（Grove）是位于月球正面梦湖东北部的一座小撞击坑，其名称取自威尔士物理学家暨化学家威廉·罗伯特·格罗夫爵士(Sir William Robert Grove，1811年-1896年)，1935年被国际天文学联合会正式接受。

## 描述
该陨坑西北毗邻已损毁的普拉纳陨石坑和梅森环形山，东北靠近废墟般的威廉斯陨石坑，而更小的莫里陨石坑及残缺的霍尔陨石坑分别位于它的东南和东南偏南、它的西南偏西则横亘了卵状的丹尼尔陨石坑，格罗夫陨石坑的西北和西南分别坐落了死湖和澄海。该陨坑中心月面坐标为40°18′N 32°59′E / 40.3°N 32.98°E，直径28.55公里，深约1.98公里。
格罗夫陨石坑外观接近圆状，东南侧略微平直，坑壁边沿尖峭，边缘轮廓较为清晰，环内侧壁显示有坍塌形成的阶坡状结构，沿坡底分布着一圈岩屑堆。它的坑壁最大高出周边地形900米，内部容积约为548.31公里3。碗状的坑底较为平坦，散布有数座小撞击坑，中心附近有一座明显的小山丘。

## 卫星环形山
按惯例，最靠近格罗夫陨石坑的卫星坑在月图上以字母标注在该坑中心点的旁边。

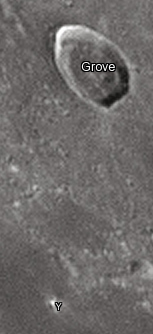
周边卫星坑图

| 格罗夫 | 纬度     | 经度     | 直径    |
| ------ | -------- | -------- | ------- |
| Y      | 37.47° N | 31.72° E | 2.9公里 |

## 另请参阅
- 安德森, L. E.; 惠特克, E. A. . NASA RP-1097. 1982.
- 布鲁, 珍妮弗. . USGS. 2007年7月25日  [2007-08-05]. （原始内容存档于2013-02-13）.
- 伯西, B.; 斯普蒂斯, P. . 纽约: 剑桥大学出版社. 2004. ISBN 978-0-521-81528-4.
- 库克斯, 以利亚 E.; 库克斯, 约西亚 C. . 都铎出版社. 1995年. ISBN 978-0-936389-27-1.
- 麦克道尔, 乔纳森. . 乔纳森的太空报告. 2007年7月15日  [2007-10-24]. （原始内容存档于2012-05-26）.
- 门泽尔, D. H.; 米纳尔, M.; 莱文, B.; 多尔菲斯, A.; 贝尔, B. . Space Science Reviews. 1971, 12 (2): 136–186. Bibcode:1971SSRv...12..136M. doi:10.1007/BF00171763.
- 穆尔, 帕特里克. . 斯特林出版公司. 2001. ISBN 978-0-304-35469-6.
- 普利斯, 弗雷德 W. . 剑桥大学出版社. 1988年. ISBN 978-0-521-33500-3.
- Rükl, Antonín. . Kalmbach Books. 1990. ISBN 978-0-913135-17-4.
- Webb, Rev. T. W.  6th revised. Dover. 1962. ISBN 978-0-486-20917-3.
- Whitaker, Ewen A. . Cambridge University Press. 1999. ISBN 978-0-521-62248-6.
- Wlasuk, Peter T. . Springer. 2000. ISBN 978-1-85233-193-1.